# Lucchese 1905 2024-2025
Questa voce raccoglie le informazioni riguardo alla Lucchese 1905 nelle competizioni ufficiali della stagione 2024-2025.

## Divise e sponsor
Come annunciato durante la precedente annata, lo sponsor tecnico della Lucchese diventa Kappa, che sostituisce Ready Sport e si lega al club rossonero per almeno quattro anni. Le divise sono state presentate tramite i canali social del club, ad agosto 2024. La maglia di casa è improntata alla tradizione: consta di una palatura verticale rossonera con taglio classico, con bordi rossi sul colletto e sulle maniche. Il completo da trasferta rimanda invece al vintage grazie al suo colore bianco antico. Sul corpo è rappresentata tono su tono una pantera rampante e sulle maniche sono descritti dei cerchi concentrici sempre tono su tono. L'unico sponsor presente sulle tenute è Affida, confermato per il secondo anno consecutivo.
| Casa | Trasferta |

## Organigramma societario
Dal sito internet ufficiale della società.
Area direttiva
- Presidente: Andrea Bulgarella fino al 14 gennaio 2025,[13] poi Giuseppe Longo fino al 30 marzo 2025,[14][15] poi Bendetto Mancini[16]
- Amministratore delegato: Salvatore Lo Faso fino al 14 gennaio 2025[17]poi Giuseppe Longo fino al 30 marzo 2025, poi Nicola D'Andrea
- Consigliere d'amministrazione: Bruno Russo fino al 14 gennaio 2025[12]
- Direttore generale: Luigi Conte dal 28 novembre 2024 al 14 gennaio 2025,[18] poi Riccardo Veli[19]
- Consulente tecnico: Umberto Bruno dal 16 gennaio 2025[19]

Area organizzativa
- Segretario generale: Debora Catastini
- Team Manager: Paolo Mele
- Amministrazione contabile: Fabrizia Gigli
- Revisore dei conti: Ahmed Mohamed Varetti Liban
- ODV: Florenzo Storelli

Area comunicazione
- Ufficio stampa: Nico Venturi fino al 4 febbraio 2025[20]
- SLO: Moreno Micheloni
- DAO: Damiano Morotti

Area marketing
- Responsabile: Gabriele Minchella

Area tecnica
- Direttore sportivo: Claudio Ferrarese fino al 28 gennaio 2025,[21] poi Pasquale Matarrese fino al 17 febbraio 2025,[22] poi Claudio Ferrarese
- Allenatore: Giorgio Gorgone
- Allenatore in seconda: Emiliano Testini
- Collaboratori tecnici: Giorgio Santarelli, Simone Angeli
- Preparatore atletico: Patrizio Ianni
- Preparatore dei portieri: Mirco Vignale

Area sanitaria
- Responsabile: Alfredo Guerrisi
- Medici sociali: Riccardo Ariani, Massimiliano Gabellini, Alessandro Cerrai, Filippo Lupetti
- Fisioterapisti: Massimo Arbuti, Gerardo Shaqja
- Dietologa: Alessandra Simone

## Rosa
| N. |                      | Ruolo | Calciatore                         |
| -- | -------------------- | ----- | ---------------------------------- |
| 1  | Italia (bandiera)    | P     | Jacopo Coletta (capitano)          |
| 2  | Italia (bandiera)    | D     | Damiano Ciucci                     |
| 3  | Italia (bandiera)    | D     | Nicholas Rizzo                     |
| 4  | Moldavia (bandiera)  | D     | Daniel Dumbrăvanu                  |
| 5  | Italia (bandiera)    | D     | Filippo Frison                     |
| 6  | Italia (bandiera)    | D     | Andrea Gasbarro                    |
| 7  | Togo (bandiera)      | C     | Malik Djibril                      |
| 8  | Italia (bandiera)    | C     | Giorgio Tumbarello (vice capitano) |
| 9  | Italia (bandiera)    | A     | Simone Magnaghi                    |
| 10 | Italia (bandiera)    | A     | Alessandro Selvini                 |
| 11 | Senegal (bandiera)   | A     | Babacar Ndiaye                     |
| 12 | Italia (bandiera)    | P     | Lorenzo Allegrucci                 |
| 13 | Italia (bandiera)    | D     | Nicolò Fazzi                       |
| 14 | Italia (bandiera)    | D     | Ettore Quirini                     |
| 15 | Finlandia (bandiera) | A     | Henri Salomaa                      |
| 18 | Italia (bandiera)    | A     | Luca Sasanelli                     |
| 19 | Italia (bandiera)    | A     | Francesco Fedato                   |
| 20 | Gambia (bandiera)    | A     | Ismaila Badje                      |
| 21 | Italia (bandiera)    | C     | Elia Visconti                      |

| N. |                       | Ruolo | Calciatore         |
| -- | --------------------- | ----- | ------------------ |
| 22 | Italia (bandiera)     | P     | Lorenzo Palmisani  |
| 23 | Italia (bandiera)     | D     | Tommaso Botrini    |
| 23 | Italia (bandiera)     | C     | Marco Ballarini    |
| 24 | Ghana (bandiera)      | C     | Nana Welbeck       |
| 26 | Italia (bandiera)     | D     | Raffaele Cartano   |
| 27 | Austria (bandiera)    | C     | Robert Gucher      |
| 29 | Italia (bandiera)     | D     | Edoardo Antoni     |
| 30 | Italia (bandiera)     | D     | Andrea Gemignani   |
| 31 | Italia (bandiera)     | C     | Giovanni Catanese  |
| 33 | Italia (bandiera)     | D     | Alessio Sabbione   |
| 34 | Italia (bandiera)     | D     | Simone Benedetti   |
| 38 | Italia (bandiera)     | A     | Manuel Leone       |
| 56 | Portogallo (bandiera) | D     | João da Silva      |
| 59 | Italia (bandiera)     | P     | Riccardo Melgrati  |
| 70 | Italia (bandiera)     | C     | Edoardo Saporiti   |
| 71 | Italia (bandiera)     | C     | Manuel Moschella   |
| 77 | Italia (bandiera)     | C     | Gabriele Giacchino |
| 80 | Italia (bandiera)     | C     | Filippo Gheza      |
| 90 | Italia (bandiera)     | A     | Rocco Costantino   |
| 96 | Italia (bandiera)     | C     | Giorgio Galli      |

## Calciomercato

### Sessione estiva(dal 01/07 al 31/08)
| Acquisti         | Acquisti           | Acquisti            | Acquisti                         |
| R.               | Nome               | da                  | Modalità                         |
| ---------------- | ------------------ | ------------------- | -------------------------------- |
| P                | Lorenzo Palmisani  | Frosinone           | prestito                         |
| D                | Andrea Gasbarro    |                     | svincolato                       |
| D                | Andrea Gemignani   |                     | svincolato                       |
| D                | Tommaso Botrini    | Follonica Gavorrano | definitivo                       |
| D                | Filippo Frison     |                     | svincolato                       |
| D                | Damiano Ciucci     | Ternana             | definitivo                       |
| D                | Daniel Dumbrăvanu  | SPAL                | definitivo                       |
| D                | Edoardo Antoni     | Tau Altopascio      | definitivo                       |
| C                | Nana Welbeck       | Catania             | definitivo                       |
| C                | Daniel Zoppi       | Monza               | definitivo                       |
| C                | Giovanni Catanese  | Arezzo              | prestito con obbligo di riscatto |
| C                | Edoardo Saporiti   | Potenza             | definitivo                       |
| C                | Gabriele Giacchino |                     | svincolato                       |
| A                | Rocco Costantino   | Catania             | prestito                         |
| A                | Alessandro Selvini | Frosinone           | prestito                         |
| A                | Luca Sasanelli     | Pescara             | prestito                         |
| Altre operazioni |                    |                     |                                  |
| R.               | Nome               | da                  | Modalità                         |
| D                | Edoardo D'Ancona   | Aglianese           | fine prestito                    |
| A                | Mario Ravasio      | Sorrento            | fine prestito                    |

| Cessioni         | Cessioni            | Cessioni      | Cessioni                |
| R.               | Nome                | a             | Modalità                |
| ---------------- | ------------------- | ------------- | ----------------------- |
| P                | Filippo Berti       |               | svincolato              |
| D                | Francesco Benassai  |               | svincolato              |
| D                | Edoardo D'Ancona    |               | svincolato              |
| D                | Manuel Alagna       | Ascoli        | definitivo              |
| D                | Nicolas Perotta     |               | svincolato              |
| D                | Andrea Tiritiello   | Entella       | definitivo              |
| D                | Vincent De Maria    | Giana Erminio | definitivo              |
| C                | Andrea Rizzo Pinna  |               | svincolato              |
| C                | Federico Russo      |               | rescissione consensuale |
| C                | Daniel Zoppi        |               | rescissione consensuale |
| A                | Mario Ravasio       | Cittadella    | definitivo              |
| A                | Giuseppe Guadagni   | Sorrento      | definitivo              |
| Altre operazioni |                     |               |                         |
| R.               | Nome                | a             | Modalità                |
| P                | Niccolò Chiorra     | Empoli        | fine prestito           |
| C                | Simone Cangianiello | Frosinone     | fine prestito           |
| C                | Francesco Disanto   | Entella       | fine prestito           |
| C                | Andrea Astrologo    | Bari          | fine prestito           |
| A                | Philip Yeboah       | Verona        | fine prestito           |

### Sessione invernale(dal 02/01 al 03/02)
| Acquisti         | Acquisti          | Acquisti     | Acquisti                         |
| R.               | Nome              | da           | Modalità                         |
| ---------------- | ----------------- | ------------ | -------------------------------- |
| P                | Riccardo Melgrati | SPAL         | prestito                         |
| D                | Simone Benedetti  | Avellino     | definitivo                       |
| D                | João da Silva     | Akragas      | definitivo                       |
| D                | Nicholas Rizzo    | Triestina    | prestito                         |
| C                | Giorgio Galli     | Lecco        | definitivo                       |
| C                | Marco Ballarini   | Udinese      | prestito                         |
| C                | Filippo Gheza     | Pro Vercelli | prestito                         |
| A                | Sekou Diawara     | Udinese      | prestito                         |
| A                | Ismaila Badje     | Cavese       | prestito con obbligo di riscatto |
| A                | Henri Salomaa     | Lecce        | prestito                         |
| Altre operazioni |                   |              |                                  |
| R.               | Nome              | da           | Modalità                         |

| Cessioni         | Cessioni           | Cessioni     | Cessioni                         |
| R.               | Nome               | a            | Modalità                         |
| ---------------- | ------------------ | ------------ | -------------------------------- |
| D                | Ettore Quirini     | Milan Futuro | definitivo                       |
| D                | Nicolò Fazzi       | Ternana      | definitivo                       |
| D                | Tommaso Botrini    | Livorno      | prestito                         |
| D                | Filippo Frison     | Casertana    | prestito con diritto di riscatto |
| D                | Daniel Dumbrăvanu  | Messina      | prestito con diritto di riscatto |
| C                | Malik Djibril      | AZ Picerno   | definitivo                       |
| C                | Gabriele Giacchino |              | rescissione consensuale          |
| Altre operazioni |                    |              |                                  |
| R.               | Nome               | a            | Modalità                         |
| P                | Lorenzo Palmisani  | Frosinone    | fine prestito                    |
| A                | Rocco Costantino   | Catania      | fine prestito                    |

### Operazioni esterne alle sessioni
| Acquisti | Acquisti         | Acquisti | Acquisti   |
| R.       | Nome             | da       | Modalità   |
| -------- | ---------------- | -------- | ---------- |
| D        | Raffaele Cartano |          | svincolato |

| Cessioni | Cessioni       | Cessioni | Cessioni                |
| R.       | Nome           | a        | Modalità                |
| -------- | -------------- | -------- | ----------------------- |
| D        | Damiano Ciucci |          | rescissione consensuale |

## Risultati

### Serie C

#### Girone di andata
| Pineto 23 agosto 2024, ore 20:45 CEST 1ª giornata | Pineto          | 0 – 0 referto | Lucchese | Pavone-Mariani (600 spett.)\| Arbitro: \| Tropiano (Bari) \| |
| Arbitro:                                          | Tropiano (Bari) |               |          |                                                              |

| Arbitro: | Angelillo (Nola) |

|  |           |                   |
|  | Marcatori | 71’ (rig.) D'Ursi |

| Arbitro: | Gigliotti (Cosenza) |

|                      |           |                                      |
| Antenucci 45+2’, 65’ | Marcatori | 8’ Costantino 19’ Quirini 42’ Antoni |

| Arbitro: | Gemelli (Messina) |

|                            |           |                          |
| Costantino 51’ Quirini 86’ | Marcatori | 4’ De Vitis 49’ Cernigoi |

| Arbitro: | Milone (Taurianova) |

|             |           |                                     |
| Corazza 72’ | Marcatori | 68’ Saporiti 90+1’ (rig.) Sasanelli |

| Arbitro: | Toro (Catania) |

|                                      |           |                                               |
| Gemignani 48’ Fedato 52’ Quirini 62’ | Marcatori | 44’ Mignani 68’ (rig.) Odjer 90+1’ M. Colombo |

| Arbitro: | Luongo (Frattamaggiore) |

|              |           |            |
| Saporiti 15’ | Marcatori | 45’ Hodzic |

| Arbitro: | Diop (Treviglio) |

|                                                        |           |  |
| Lisi 26’ (rig.) F. Ricci 52’ Di Maggio 81’ Mezzoni 84’ | Marcatori |  |

| Lucca 11 ottobre 2024, ore 20:30 CEST 9ª giornata | Lucchese          | 0 – 0 referto | Sestri Levante | Porta Elisa (2 052 spett.)\| Arbitro: \| Striamo (Salerno) \| |
| Arbitro:                                          | Striamo (Salerno) |               |                |                                                               |

| Carpi 20 ottobre 2024, ore 17:30 CEST 10ª giornata | Carpi             | 0 – 0 referto | Lucchese | Sandro Cabassi (1 500 spett.)\| Arbitro: \| Zago (Conegliano) \| |
| Arbitro:                                           | Zago (Conegliano) |               |          |                                                                  |

| Arbitro: | Allegretta (Molfetta) |

|              |           |                                                        |
| Magnaghi 74’ | Marcatori | 1’ (aut.) Palmisani 32’ (rig.) Merola 38’ (rig.) Tonin |

| Chiavari 30 ottobre 2024, ore 20:45 CET 12ª giornata | Entella      | 0 – 0 referto | Lucchese | Comunale (1 150 spett.)\| Arbitro: \| Vingo (Pisa) \| |
| Arbitro:                                             | Vingo (Pisa) |               |          |                                                       |

| Arbitro: | Drigo (Portogruaro) |

|                                       |           |  |
| D'Angelo 27’ Di Nardo 42’ (rig.), 62’ | Marcatori |  |

| Arbitro: | Pacella (Roma 2) |

|              |           |            |
| Magnaghi 63’ | Marcatori | 73’ Martic |

| Arbitro: | Pezzopane (L'Aquila) |

|                                                              |           |  |
| Cicerelli 11’, 40’ Corradini 57’ Donnarumma 82’ Casasola 89’ | Marcatori |  |

| Arbitro: | Marotta (Sapri) |

|                          |           |             |
| Magnaghi 7’ Saporiti 67’ | Marcatori | 40’ Italeng |

| Arbitro: | Rispoli (Locri) |

|                           |           |              |
| J. Molina 20’ (rig.), 53’ | Marcatori | 12’ Magnaghi |

| Arbitro: | Di Loreto (Terni) |

|  |           |                     |
|  | Marcatori | 23’ (rig.) Guccione |

| Sassari 15 dicembre 2024, ore 15:00 CET 19ª giornata | Torres                | 0 – 0 referto | Lucchese | Vanni Sanna (2 867 spett.)\| Arbitro: \| Gasperotti (Rovereto) \| |
| Arbitro:                                             | Gasperotti (Rovereto) |               |          |                                                                   |

#### Girone di ritorno
| Arbitro: | Allegretta (Molfetta) |

|                                     |           |                          |
| Antoni 22’ Quirini 24’ Saporiti 27’ | Marcatori | 14’, 63’, 83’ Bruzzaniti |

| Arbitro: | Drigo (Portogruaro) |

|                                    |           |             |
| Tommasini 7’, 68’ Corsinelli 45+1’ | Marcatori | 17’ Selvini |

| Arbitro: | Poli (Verona) |

|                          |           |                                        |
| Quirini 47’ Magnaghi 69’ | Marcatori | 15’ (rig.), 42’ Antenucci 71’ D'Orazio |

| Rimini 18 gennaio 2025, ore 17:30 CET 23ª giornata | Rimini              | 0 – 0 referto | Lucchese | Romeo Neri (2 443 spett.)\| Arbitro: \| Migliorini (Verona) \| |
| Arbitro:                                           | Migliorini (Verona) |               |          |                                                                |

| Arbitro: | Manzo (Torre Annunziata) |

|                            |           |               |
| Saporiti 13’ Gemignani 57’ | Marcatori | 52’ Tremolada |

| Arbitro: | Gavini (Aprilia) |

|                        |           |  |
| Nicoli 24’ Mignani 64’ | Marcatori |  |

| Arbitro: | Gandino (Alessandria) |

|  |           |                             |
|  | Marcatori | 29’ Tumbarello 35’ Saporiti |

| Arbitro: | Castellone (Napoli) |

|                              |           |          |
| Magnaghi 51’ Broh 69’ (aut.) | Marcatori | 4’ Matos |

| Arbitro: | Madonia (Palermo) |

|            |           |           |
| Brunet 35’ | Marcatori | 16’ Rizzo |

| Arbitro: | Dini (Città di Castello) |

|                                 |           |                         |
| Fossati 34’ (aut.) Magnaghi 58’ | Marcatori | 42’ (rig.), 68’ Cortesi |

| Arbitro: | Restaldo (Ivrea) |

|                                          |           |             |
| Valzania 57’, 63’ Ferraris 71’ Arena 74’ | Marcatori | 58’ Selvini |

| Arbitro: | Renzi (Pesaro) |

|                          |           |                                |
| Ballarini 18’ Fedato 79’ | Marcatori | 56’ Boccadamo 90+3’ I. Marconi |

| Arbitro: | Poli (Verona) |

|                         |           |  |
| Selvini 80’ (rig.), 83’ | Marcatori |  |

| Arbitro: | D'Eusanio (Faenza) |

|               |           |              |
| Ampollini 65’ | Marcatori | 13’ Magnaghi |

| Arbitro: | Tona Mbei (Cuneo) |

|                                         |           |               |
| Magnaghi 2’, 26’ Visconti 12’ Badje 73’ | Marcatori | 37’ Cicerelli |

| Arbitro: | Nigro (Prato) |

|                                 |           |             |
| Lipari 6’ Italeng 14’, 43’, 54’ | Marcatori | 83’ Selvini |

| Arbitro: | Liotta (Castellammare di Stabia) |

|             |           |  |
| Selvini 52’ | Marcatori |  |

| Arbitro: | Pezzopane (L'Aquila) |

|                                               |           |              |
| Mawuli 40’ Pattarello 65’, 69’ Tavernelli 76’ | Marcatori | 28’ Magnaghi |

| Arbitro: | Rispoli (Locri) |

|                               |           |                      |
| Selvini 11’ Saporiti 40’, 58’ | Marcatori | 25’, 28’ Fischnaller |

#### Play-out
| Arbitro: | De Angeli (Milano) |

|                           |           |                     |
| Brunet 18’ Nunziatini 36’ | Marcatori | 84’ (rig.) Saporiti |

| Arbitro: | Mucera (Palermo) |

|           |           |  |
| Badje 89’ | Marcatori |  |

### Coppa Italia Serie C

#### Turni eliminatori
| Arbitro: | Poli (Verona) |

|                 |           |  |
| Dell'Aquila 99’ | Marcatori |  |

## Statistiche
Statistiche aggiornate al 17 maggio 2025.

### Statistiche di squadra
| Competizione         | Punti | In casa | In casa | In casa | In casa | In casa | In casa | In trasferta | In trasferta | In trasferta | In trasferta | In trasferta | In trasferta | Totale | Totale | Totale | Totale | Totale | Totale | DR  |
| Competizione         | Punti | G       | V       | N       | P       | Gf      | Gs      | G            | V            | N            | P            | Gf           | Gs           | G      | V      | N      | P      | Gf     | Gs     | DR  |
| -------------------- | ----- | ------- | ------- | ------- | ------- | ------- | ------- | ------------ | ------------ | ------------ | ------------ | ------------ | ------------ | ------ | ------ | ------ | ------ | ------ | ------ | --- |
| Serie C              | 39    | 19+1    | 7+1     | 8       | 4       | 33+1    | 28      | 19+1         | 3            | 7            | 9+1          | 14+1         | 36+2         | 38+2   | 10+1   | 15     | 13+1   | 47+2   | 64+2   | -17 |
| Coppa Italia Serie C | -     | 0       | 0       | 0       | 0       | 0       | 0       | 1            | 0            | 0            | 1            | 0            | 1            | 1      | 0      | 0      | 1      | 0      | 1      | -1  |
| Totale               | -     | 20      | 8       | 8       | 4       | 34      | 28      | 21           | 3            | 7            | 11           | 15           | 39           | 41     | 11     | 15     | 15     | 49     | 67     | -18 |

### Andamento in campionato
| Giornata  | 1  | 2  | 3  | 4  | 5 | 6 | 7 | 8  | 9  | 10 | 11 | 12 | 13 | 14 | 15 | 16 | 17 | 18 | 19 | 20 | 21 | 22 | 23 | 24 | 25 | 26 | 27 | 28 | 29 | 30 | 31 | 32 | 33 | 34 | 35 | 36 | 37 | 38 |
| --------- | -- | -- | -- | -- | - | - | - | -- | -- | -- | -- | -- | -- | -- | -- | -- | -- | -- | -- | -- | -- | -- | -- | -- | -- | -- | -- | -- | -- | -- | -- | -- | -- | -- | -- | -- | -- | -- |
| Luogo     | T  | C  | T  | C  | T | C | C | T  | C  | T  | C  | T  | T  | C  | T  | C  | T  | C  | T  | C  | T  | C  | T  | C  | T  | T  | C  | T  | C  | T  | C  | C  | T  | C  | T  | C  | T  | C  |
| Risultato | N  | P  | V  | N  | V | N | N | P  | N  | N  | P  | N  | P  | N  | P  | V  | P  | P  | N  | N  | P  | P  | N  | V  | P  | V  | V  | N  | N  | P  | N  | V  | N  | V  | P  | V  | P  | V  |
| Posizione | 11 | 16 | 12 | 12 | 8 | 6 | 6 | 11 | 10 | 11 | 12 | 14 | 14 | 14 | 15 | 15 | 16 | 16 | 17 | 17 | 17 | 17 | 17 | 17 | 17 | 16 | 16 | 15 | 16 | 16 | 17 | 16 | 16 | 16 | 16 | 16 | 16 | 16 |

Fonte:  Classifica Serie C Girone B, su tuttocampo.it.
Legenda:

Luogo: C = Casa; T = Trasferta. Risultato: V = Vittoria; N = Pareggio; P = Sconfitta.

### Statistiche dei giocatori
Sono in corsivo i calciatori che hanno lasciato la squadra a stagione in corso.
| Giocatore     | Serie C  | Serie C | Serie C     | Serie C    | Coppa Italia Serie C | Coppa Italia Serie C | Coppa Italia Serie C | Coppa Italia Serie C | Totale   | Totale | Totale      | Totale     |
| Giocatore     | Presenze | Reti    | Ammonizioni | Espulsioni | Presenze             | Reti                 | Ammonizioni          | Espulsioni           | Presenze | Reti   | Ammonizioni | Espulsioni |
| ------------- | -------- | ------- | ----------- | ---------- | -------------------- | -------------------- | -------------------- | -------------------- | -------- | ------ | ----------- | ---------- |
| E. Antoni     | 33+2     | 2       | 4+1         | 0          | 1                    | 0                    | 0                    | 0                    | 36       | 2      | 5           | 0          |
| I. Badje      | 11+1     | 1+1     | 2           | 0          | 0                    | 0                    | 0                    | 0                    | 12       | 2      | 2           | 0          |
| M. Ballarini  | 7+1      | 1       | 0           | 0          | 0                    | 0                    | 0                    | 0                    | 8        | 1      | 0           | 0          |
| S. Benedetti  | 13+2     | 0       | 1           | 0          | 0                    | 0                    | 0                    | 0                    | 15       | 0      | 1           | 0          |
| T. Botrini    | 1        | 0       | 0           | 0          | 0                    | 0                    | 0                    | 0                    | 1        | 0      | 0           | 0          |
| R. Cartano    | 12       | 0       | 2           | 0          | 0                    | 0                    | 0                    | 0                    | 12       | 0      | 2           | 0          |
| G. Catanese   | 28       | 0       | 7           | 0          | 0                    | 0                    | 0                    | 0                    | 28       | 0      | 7           | 0          |
| D. Ciucci     | 0        | 0       | 0           | 0          | 1                    | 0                    | 0                    | 0                    | 1        | 0      | 0           | 0          |
| J. Coletta    | 7        | -18     | 0           | 0          | 0                    | -0                   | 0                    | 0                    | 7        | -18    | 0           | 0          |
| R. Costantino | 14       | 2       | 1           | 0          | 0                    | 0                    | 0                    | 0                    | 14       | 2      | 1           | 0          |
| J. da Silva   | 1        | 0       | 0           | 0          | 0                    | 0                    | 0                    | 0                    | 1        | 0      | 0           | 0          |
| M. Djibril    | 10       | 0       | 0           | 0          | 1                    | 0                    | 0                    | 0                    | 11       | 0      | 0           | 0          |
| D. Dumbrăvanu | 6        | 0       | 0           | 0          | 0                    | 0                    | 0                    | 0                    | 6        | 0      | 0           | 0          |
| N. Fazzi      | 18       | 0       | 8           | 0          | 1                    | 0                    | 0                    | 0                    | 19       | 0      | 8           | 0          |
| F. Fedato     | 17+2     | 2       | 2           | 0          | 1                    | 0                    | 1                    | 0                    | 20       | 2      | 3           | 0          |
| F. Frison     | 10       | 0       | 2           | 1          | 1                    | 0                    | 1                    | 0                    | 11       | 0      | 3           | 1          |
| G. Galli      | 10+2     | 0       | 1           | 0          | 0                    | 0                    | 0                    | 0                    | 12       | 0      | 1           | 0          |
| A. Gasbarro   | 23       | 0       | 4           | 0          | 1                    | 0                    | 0                    | 0                    | 24       | 0      | 4           | 0          |
| A. Gemignani  | 32+2     | 2       | 0           | 0          | 0                    | 0                    | 0                    | 0                    | 34       | 2      | 0           | 0          |
| F. Gheza      | 1        | 0       | 0           | 0          | 0                    | 0                    | 0                    | 0                    | 1        | 0      | 0           | 0          |
| G. Giacchino  | 2        | 0       | 0           | 0          | 0                    | 0                    | 0                    | 0                    | 2        | 0      | 0           | 0          |
| R. Gucher     | 21+2     | 0       | 5           | 0          | 0                    | 0                    | 0                    | 0                    | 23       | 0      | 5           | 0          |
| M. Leone      | 1        | 0       | 0           | 0          | 1                    | 0                    | 0                    | 0                    | 2        | 0      | 0           | 0          |
| S. Magnaghi   | 29+2     | 12      | 2           | 0          | 0                    | 0                    | 0                    | 0                    | 31       | 12     | 2           | 0          |
| R. Melgrati   | 13+2     | -21     | 2           | 0          | 0                    | -0                   | 0                    | 0                    | 15       | -21    | 2           | 0          |
| M. Moschella  | 0        | 0       | 0           | 0          | 1                    | 0                    | 0                    | 0                    | 1        | 0      | 0           | 0          |
| B. Ndiaye     | 4        | 0       | 0           | 0          | 1                    | 0                    | 0                    | 0                    | 5        | 0      | 0           | 0          |
| L. Palmisani  | 19       | -26     | 3           | 1          | 1                    | -1                   | 0                    | 0                    | 20       | -27    | 3           | 1          |
| E. Quirini    | 22       | 5       | 8           | 0          | 0                    | 0                    | 0                    | 0                    | 22       | 5      | 8           | 0          |
| N. Rizzo      | 13+2     | 1       | 3           | 0          | 0                    | 0                    | 0                    | 0                    | 15       | 1      | 3           | 0          |
| A. Sabbione   | 18       | 0       | 7           | 2          | 1                    | 0                    | 0                    | 0                    | 19       | 0      | 7           | 2          |
| H. Salomaa    | 5        | 0       | 0           | 0          | 0                    | 0                    | 0                    | 0                    | 5        | 0      | 0           | 0          |
| E. Saporiti   | 32+2     | 9+1     | 5           | 0          | 1                    | 0                    | 0                    | 0                    | 35       | 10     | 5           | 0          |
| L. Sasanelli  | 12       | 1       | 1           | 0          | 1                    | 0                    | 1                    | 0                    | 13       | 1      | 2           | 0          |
| A. Selvini    | 31       | 7       | 2           | 0          | 0                    | 0                    | 0                    | 0                    | 31       | 7      | 2           | 0          |
| G. Tumbarello | 26+2     | 1       | 4+1         | 0          | 0                    | 0                    | 0                    | 0                    | 28       | 1      | 5           | 0          |
| E. Visconti   | 32+2     | 1       | 2+1         | 0          | 1                    | 0                    | 0                    | 0                    | 35       | 1      | 3           | 0          |
| N. Welbeck    | 23+1     | 0       | 4           | 0          | 1                    | 0                    | 0                    | 0                    | 25       | 0      | 4           | 0          |

## Giovanili

### Organigramma
Dal sito internet ufficiale della società.
Area direttiva
- Responsabile: Massimo Morgia fino al 23 settembre 2024,[108] poi Claudio Piraino
- Direttore tecnico: Antonio Bongiorni[109]
- Responsabile Scouting: Massimo Valienzi
- Segretario: Tommaso Barale

Primavera
- Dirigente accompagnatore ufficiale: Piergiorgio Tognetti
- Allenatore: Davide Marselli
- Collaboratore tecnico: Ivano Antoni
- Dirigente collaboratore: Daniele Del Grande
- Preparatore dei portieri: Stefano Rugani

Allievi nazionali
- Dirigente accompagnatore ufficiale: Samuele Nannipieri
- Allenatore: Matteo Bonatti
- Dirigenti collaboratori: Alfredo Ciglieri, Daniele Del Grande
- Preparatore dei portieri: Stefano Rugani

Allievi nazionali U16
- Allenatore: Gianluca Peselli
- Dirigenti collaboratori: Cesare Bagnoli, Luca Lucchesi
- Preparatore dei portieri: Claudio Puccinelli

Giovanissimi nazionali
- Allenatore: Fabio Bargigli
- Dirigenti collaboratori: Yuri Lubrani, Giacomo Pellegrini, Felice Rovai, Roberto Caniggia
- Preparatore dei portieri: Claudio Puccinelli

Giovanissimi Professionisti U14
- Allenatore: Matteo Luzzi
- Dirigenti collaboratori: Del Nikaj, Mirco Damiani

### Piazzamenti
- Primavera
  - Campionato: 10º nel girone B[110]
- Allievi nazionali
  - Campionato: 11º nel girone A[111]
- Allievi nazionali U16
  - Campionato: 14º nel girone B[112]
- Giovanissimi nazionali
  - Campionato: 13º nel girone A[113]
- Giovanissimi Professionisti U14
  - Campionato: 9º nel gruppo 1[114]